# Dương xỉ lông gà
Dương xỉ lông gà (danh pháp hai phần: Dicranopteris linearis) hay cỏ đế, vọt, ràng ràng, guột cứng, tế thường, mang ki, là một loài dương xỉ trong họ Gleicheniaceae. Loài này được Burm. f. Underw. mô tả khoa học đầu tiên năm 1907.

## Hình ảnh

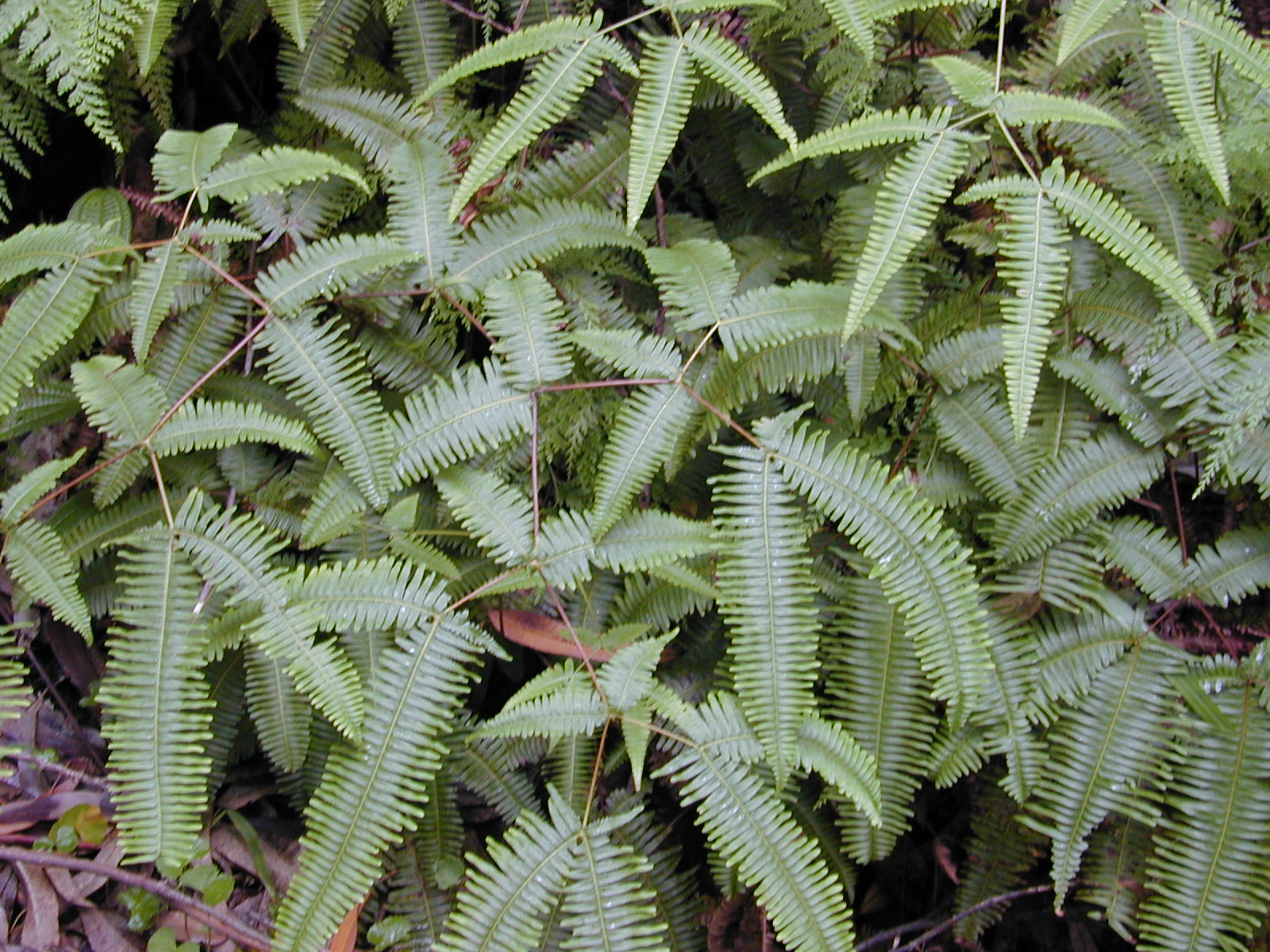
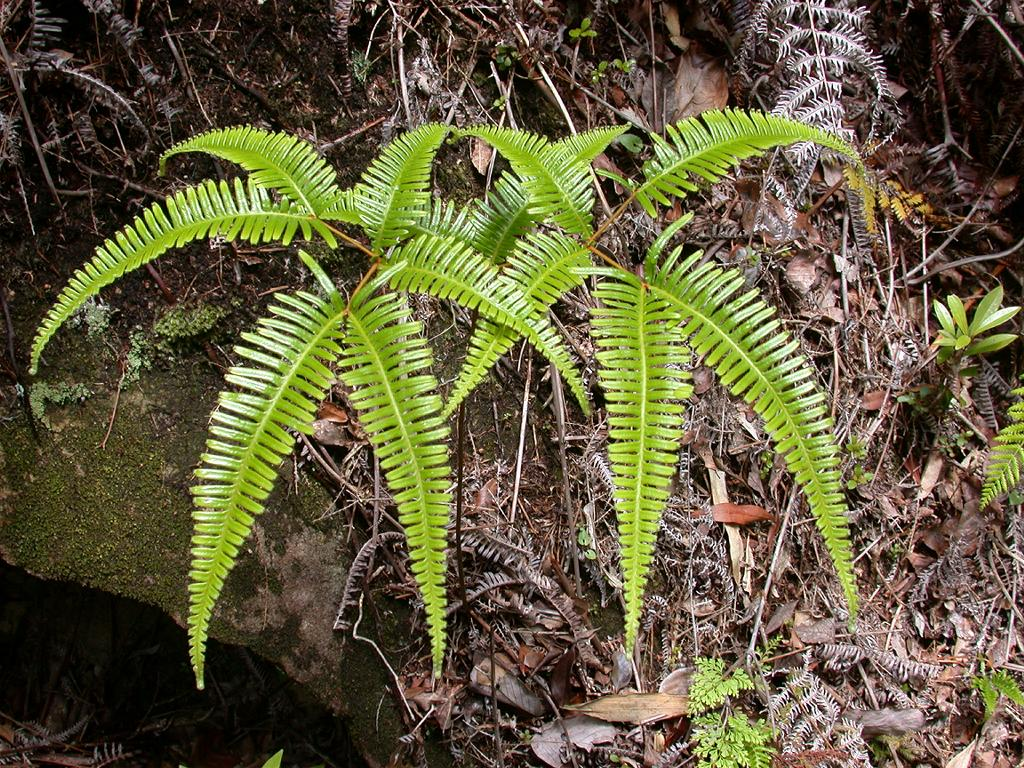
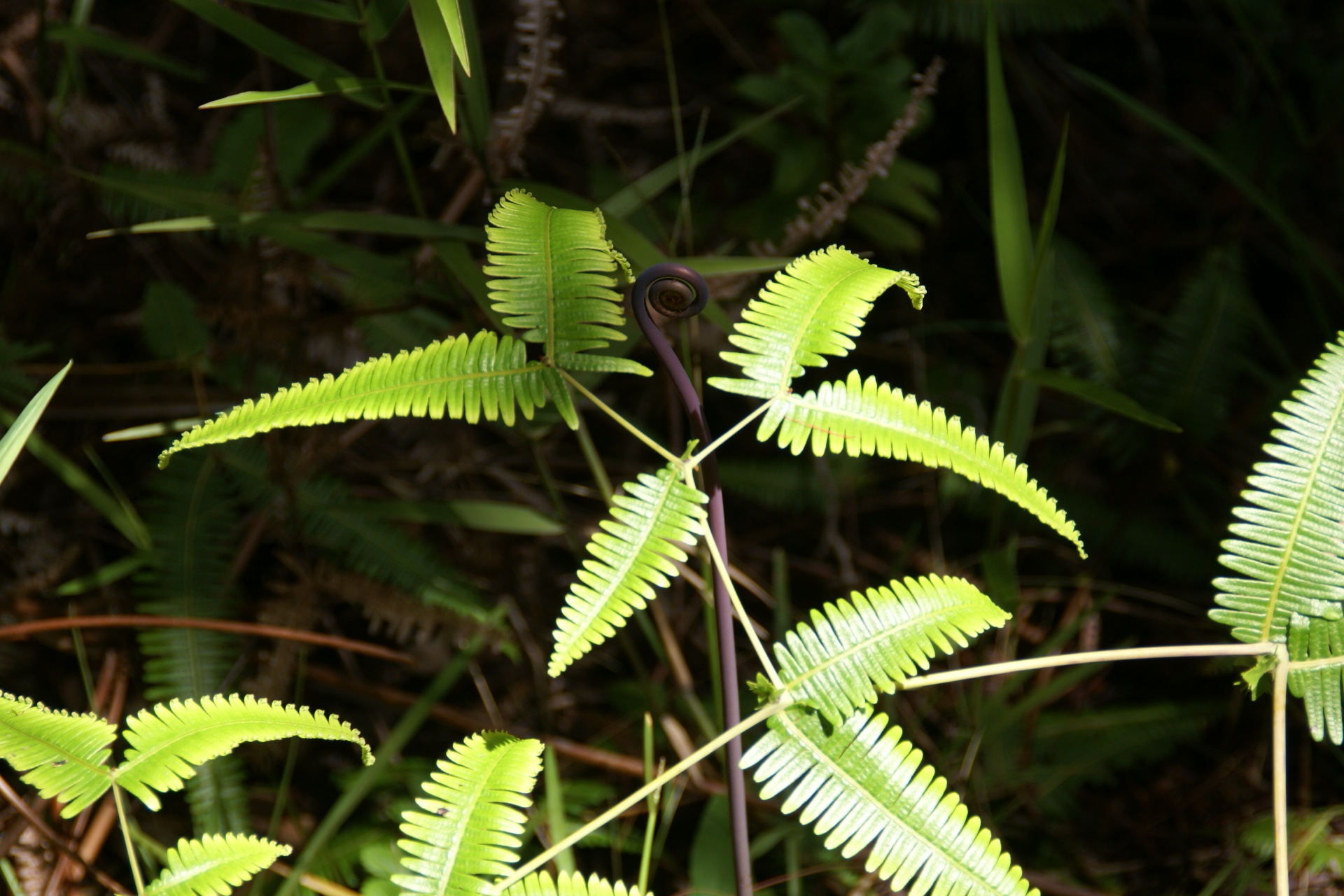
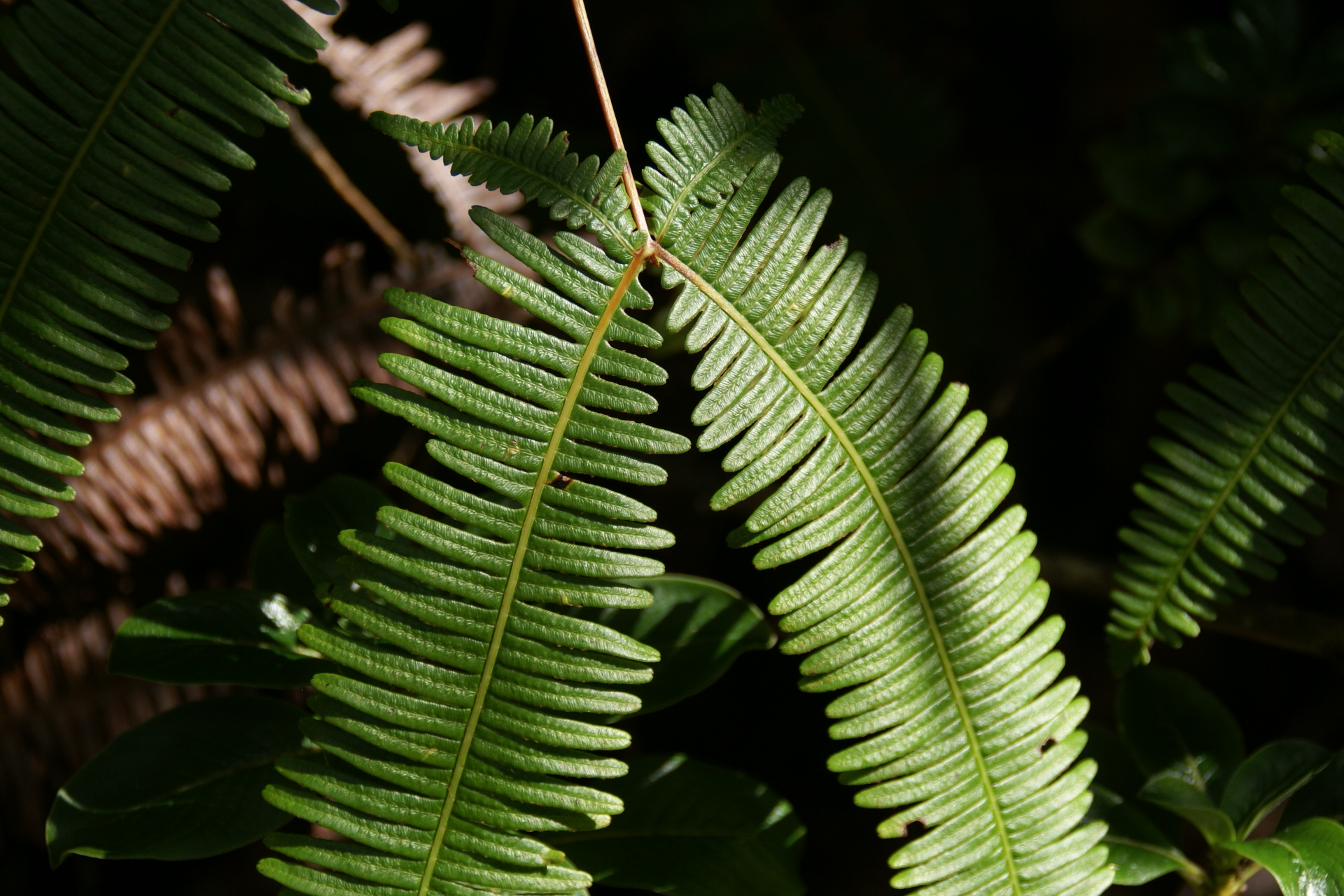